# Karácsonyi oratórium
Johann Sebastian Bach Karácsonyi oratóriuma (BWV 248) a leghíresebb a karácsonyi oratóriumok közül. Ezen kívül azzal is kiválik a többi közül, hogy ez nem egy „szimpla” oratórium, hanem egy kantátaciklus 1734/35 karácsonyára, elsősorban a karácsonyi ünnepnapokra (december 24., 25., 26.), újévre és vízkeresztre (január 6.).
A műnek csak egy része újdonság, sok kórus- és áriarészlet korábbi műveiben is megtalálható (paródia), például a „Tönet, ihr Pauken!” kantátából lett a „Jauchzet, frohlocket” stb.
A szöveg valószínűleg Paul Gerhardt és C. F. „Picander” Henrici művei. A gyakran nagyon nehézkes, érthetetlen szövegek (amelyek a piétizmus következményei) szemben állnak a recitativók könnyed, érthető szövegeivel.
Bach igen merész hangszerelést alkalmazott: több oboafajta is szerephez jut, mint például Oboa d'amore (mély Á hangolású), Oboa da caccia és a tenoroboa, melyet F-re hangoltak.
Természetesen – mint általában a többi Bach műnél – itt is nagyon bonyolult polifóniával találkozunk.

## A kantáták

### Első kantáta
Az első kantáta időben egészen Jézus születéséig repít minket vissza. Nyitásként trombitával, üstdobokkal és hasonló hangszerekkel kísért zenét ad elő a kórus („Jauchzet, frohlocket”). Ezután következik Szűz Mária és Szent József Betlehembe indulása (miután Augustus császártól megkapják a felszólítást) (Lk 2,1–6) Ezt követi a „Bereite dich Zion” altária, majd a „Wie soll ich dich empfangen“ korál Paul Gerhardt nyomán, végül „Und sie gebar” recitativo, amely Jézus születéséről tudósít (Lk 2,7). A „Großer Herr, o starker König” ária egy himnusz Isten részére. Az első kantátát végül egy könyörgés zárja.
- I. Kórus: trombita I-III, timpani, flauto traverso I-II, oboa I-II, hegedű I-II, brácsa, Basso Continuo.
- II. Recitativo (tenor): cselló, fagott, Basso Continuo, orgona
- III. Recitativo (alt): oboa d'amore I-II, cselló, fagott, Basso Continuo, orgona
- IV. Ária (alt): oboa d'amore I, hegedű I, cselló, fagott, Basso Continuo, orgona
- V. Korál: flauto traverso I-II, oboa I-II, hegedű I (szoprán), hegedű II (alt), brácsa (tenor), cselló (basszus), fagott, Basso Continuo, orgona
- VI. Recitativo (tenor): cselló, fagott, Basso Continuo, orgona
- VII. Korál (szoprán) és Recitativo (basszus): oboa d'amore I-II, cselló, fagott, Basso Continuo, orgona
- VIII. Ária (basszus): trombita I, flauto traverso I, hegedű I-II, brácsa, cselló, fagott, Basso Continuo, orgona
- IX. Korál: trombita I-III, timpani, flauto traverso I-II, oboa I-II, hegedű I (szoprán), hegedű II, brácsa (tenor), cselló, fagott, Basso Continuo, orgona

### Második kantáta
Ez a kantáta ismerteti, ahogy a pásztorok megkapják az örömhírt. A nyitó Sinfoniában fuvolák, oboa d'amorék és oboa da cacciák utánozza a pásztorok sípjait és dudáját, ezenkívül a tercmenetekkel és pontozott ritmusokkal Bach fokozza hatást. Ezután éjszaka a pásztorok nagy ijedtségére megjelenik egy angyal (Lk 2,8–9). A „Brich an, du schönes Morgenlicht” kezdetű korál jelzi a napfelkeltét. Ezután az angyal adja hírűl Jézus születését. (Lk 2,10–11) A basszus Ábrahám pásztort jelképezi. A pásztorok elmennek a kis Jézushoz, akit egy jászolban találnak (Lk 2,16, „Schaut hin, dort liegt im finstren Stall”). Ezután a basszus odamegy a jászolhoz, és egy altatódalt énekel. Ezután Mária is („Schlafe, mein Liebster”), majd az angyalok egy tutti-fúgával ünnepelnek (amely egy hosszú melizmát tartalmaz („Ehre sei Gott in der Höhe”), majd a békéért könyörögnek), majd következik a záró pásztortánc („Wir singen dir in deinem Heer”).
- I. Sinfonia: flauto traverso I-II, oboa d'amore I-II, oboa da caccia I-II, hegedű I-II, brácsa, Basso Continuo
- II. Recitativo (tenor): Basso Continuo
- III. Korál: flauto traverso I-II, oboa d'amore I-II, hegedű I (szoprán), oboa da caccia I, hegedű II (alt), oboa da caccia II, brácsa (tenor), Basso Continuo
- IV. Recitativo (tenor & szoprán): hegedű I-II, brácsa, Basso Continuo
- V. Recitativo (basszus): oboa d'amore I-II, oboa da caccia I-II, Basso Continuo
- VI. Ária (alt): flauto traverso I, Basso Continuo
- VII. Recitativo (tenor): Basso Continuo
- VIII. Korál: flauto traverso I-II, oboa d'amore I-II, hegedű I (szoprán), oboa da caccia I, hegedű II (alt), oboa da caccia II, brácsa (tenor), Basso Continuo
- IX. Recitativo (basszus): oboa d'amore I-II, oboa da caccia I-II, Basso Continuo
- X. Ária (alt): flauto traverso I, oboa d'amore I-II, oboa da caccia I-II, hegedű I-II, brácsa, Basso Continuo
- XI. Recitativo (tenor): Basso Continuo
- XII. Kórus: flauto traverso I-II, oboa d'amore I-II, oboa da caccia I-II, hegedű I-II, brácsa, Basso Continuo
- XIII. Recitativo (basszus): Basso Continuo
- XIV. Korál: flauto traverso I-II, oboa d'amore I-II, oboa da caccia I-II, hegedű I-II, brácsa, Basso Continuo

### Harmadik kantáta
Ez a kantáta karácsony másnapjára készült. Ez is a pásztorok vizitációjáról szól, mint fentebb említett. A hála áll a középpontban ennél a kantátánál.
- I. Kórus: trombita I-III, timpani, flauto traverso I-II, oboa I-II, hegedű I-II, brácsa, Basso Continuo
- II. Recitativo (tenor): Basso Continuo
- . III. Kórus: flauto traverso I-II, oboa d'amore I, hegedű I-II (szoprán), oboa d'amore II (alt), brácsa (tenor), Basso Continuo
- IV. Recitativo (basszus): flauto traverso I-II, Basso Continuo
- V. Korál: flauto traverso I-II, oboa I-II, hegedű I (szoprán), hegedű II (alt), brácsa (tenor), Basso Continuo
- VI. Ária (Duetto) (szoprán & basszus): oboa d'amore I-II
- VII. Recitativo (tenor): Basso Continuo
- VIII. Ária (alt): szóló hegedű, Basso Continuo
- IX. Recitativo (alt): flauto traverso I-II, Basso Continuo
- X. Korál: flauto traverso I-II, oboa I-II, hegedű I (szoprán), hegedű II (alt), brácsa (tenor), Basso Continuo
- XI. Recitativo (tenor): Basso Continuo
- XII. Korál:flauto traverso I-II, oboa I-II, hegedű I (szoprán), hegedű II (alt), brácsa (tenor), Basso Continuo
- XIII. Kórus: trombita I-III, timpani, flauto traverso I-II, oboa I-II, hegedű I-II, brácsa, Basso Continuo

### Negyedik kantáta
Ez a kantáta Jézus kereszteléséről szól.
- I. Kórus: corno da caccia I-II, oboe I-II, hegedű I-II, brácsa, Basso Continuo
- II. Recitativo (tenor): Basso Continuo
- III. Recitativo (basszus) & Korál (szoprán): hegedű I-II, brácsa, Basso Continuo

### Ötödik kantáta
1734–35-ben nem volt vasárnap karácsony és újév napja között, de volt egy újév napja és a vízkereszt között. Ez a kantáta az újév utáni első vasárnapra készült. 
A történet szerint Heródes három embere meglátogatja Jézust, és meglátják a fényt; megtérnek.
- I. Kórus: oboa d'amore I-II, hegedű I/II, brácsa, Basso Continuo
- II. Recitativo (tenor): Basso Continuo
- III. Kórus & Recitativo (alt): oboa d'amore I-II, hegedű I/II, brácsa, Basso Continuo
- IV. Korál: oboa d'amore I-II, hegedű I (szoprán), hegedű II (alt), brácsa (tenor), Basso Continuo
- V. Ária (basszus): szóló oboa d'amore, Basso Continuo
- VI. Recitativo (tenor): Basso Continuo
- VII. Recitativo (alt): hegedű I/II, brácsa, Basso Continuo
- VIII. Recitativo (tenor): Basso Continuo
- IX. Ária (Terzetto) (szoprán, alt & tenor): szóló hegedű, Basso Continuo
- X. Recitativo (alt): oboa d'amore I-II, Basso Continuo
- XI. Korál: oboa d'amore I-II, hegedű I (szoprán), hegedű II (alt), brácsa (tenor), Basso Continuo

### Hatodik kantáta
A hatodik, és egyben utolsó kantáta a napkeleti királyok látogatásáról szól. A történet lényege, hogy a kereszténységgel szemben álló erők nem tudnak „ellenállni” a kisded Jézusnak, és megtérnek. Bach itt arra céloz, hogy aki hisz Jézusban, az mind az ő védelme alatt áll.
A zenében egy szóló-quartettel történeik ennek a megjelenítése, amelyik csak a záró kórus előtt „bomlik fel”.
Ezt a kantátát vízkereszt napján adták elő.
- I. Kórus: trombita I-III, timpani, oboa I-II, hegedű I-II, brácsa, Basso Continuo
- II. Recitativo (tenor & basszus): Basso Continuo
- III. Recitativo (szoprán): hegedű I-II, brácsa, Basso Continuo
- IV. Ária (szoprán): oboa d'amore I, hegedű I-II, brácsa, Basso Continuo
- V. Recitativo (tenor): Basso Continuo
- VI. Korál: oboa I-II, hegedű I (szoprán) hegedű II (alt), brácsa (tenor), Basso Continuo
- VII. Recitativo (tenor): Basso Continuo
- VII. Recitativo (tenor): oboa d'amore I-II, Basso Continuo
- IX. Ária (tenor): oboa d'amore I-II, Basso Continuo
- X. Recitativo (szoprán, alt, tenor & basszus): Basso Continuo
- XI. Korál: trombita I-III, timpani, oboa I-II, hegedű I-II, brácsa, Basso Continuo